# Enveja
L'enveja (del llatí invidia) és una emoció desagradable que experimenta una persona que desitja quelcom, sigui material o no, que posseeix una altra. Ha estat catalogat com a pecat per moltes religions, ja que parteix de la no acceptació del mateix estat al món i de l'ànsia de tenir.
Culturalment s'associa l'enveja als colors verd i groc. L'enveja és la base de la murmuració, defecte típicament burgès segons la literatura.

## Característiques de l'enveja
El sentiment de l'enveja barreja diferents emocions primàries: d'una banda el desig d'allò que no es té, d'altra banda una certa aversió o odi cap a aquell que sí que ho posseeix i, per acabar, ansietat per la percepció de la diferència. Una enveja moderada pot ser signe d'admiració, però aquesta és un sentiment positiu, que no cerca la destrucció o minva de l'altre, cosa que freqüentment vol l'enveja. L'enveja es relaciona amb la idea de merèixer alguna cosa o de justícia (hom sent enveja perquè considera injust que l'altre tingui un bé que jutja que també hauria de posseir ell mateix).
Segons determinades concepcions, és un grau més elevat de gelosia, un sentiment més intens d'aquesta. Des del punt de vista de la filosofia, però, són conceptes diferents, ja que la gelosia intenta conservar un ésser o bé estimat enfront un potencial rival i, per tant, inclou tres membres en la relació, mentre que en l'enveja només s'anhela el que té o fa un altre (dos membres).
Entre l'envejós i l'envejat es crea una relació de dependència, en què el primer sent en funció del que fa o suposadament fa l'envejat i aquesta asimetria creix a mesura que augmenta l'odi en la relació, sigui manifest o no. L'enveja neix de la manca d'autoestima del subjecte envejós, que es defineix per les carències i no per quelcom positiu.

## Visions sobre l'enveja
L'enveja ha estat jutjada de manera negativa de manera gairebé unànime; per exemple, Bertrand Russell afirma que és una de les causes més potents que impedeixen assolir la felicitat, visió que comparteix l'hinduisme, el qual creu que l'enveja s'oposa a la compassió i no deixa que la persona sigui feliç. El catolicisme la considera un pecat capital i il·lustra nombroses vegades les conseqüències negatives que comporta en els relats bíblics, l'assassinat d'Abel n'és la primera de totes. Dante castiga els envejosos a una condemna en què els cusen els ulls, perquè no puguin seguir cobejant allò del proïsme.